# Sirkku Peltola
Pour les articles homonymes, voir Peltola.
Sirkku Peltola (née le 18 décembre 1960 à Kangasala) est une dramaturge et metteur en scène finlandaise

## Ouvrages
Elle a publié une trentaine de pièces de théâtre dont deux ont été traduites en français :

### Pièces traduites en français
- Le cheval finlandais [« Suomen hevonen »]  (trad. du finnois par Alexandre André), Montreuil-sous-Bois/Paris, Editions Théâtrales, coll. « Traits d'union », 2008, 91 p. (ISBN 978-2-84260-306-9)[2].
- Ça foxtrotte dans la botte de mamie [« Mummun saappaassa soi fox »]  (trad. Tiina Kaartama), Carnières-Morlanwelz, Lansman, coll. « Théâtre à vif », 2013, 72 p. (ISBN 978-2-87282-965-1)[3]. La pièce a été jouée en France en 2014[4].

### Pièces en finnois
- Hevosten keinu (2015)
- Ihmisellinen mies (2013)
- Finsk häst (2013)
- Lento (2012)
- Ilmari Jauhiaasen teräksinen takavyö (2010)
- Lämminveriset (2010)
- Pieni raha (2009)
- Reviisori (2008, sov.)
- Yksiöön en Äitee ota (2007)
- Suomen hevonen (2004)
- Sydänkohtauksia eli näin tehtiin Kummisetä (2002, dram.)
- Mummun saappaassa soi fox (2001)
- Anna-Liisa (2000, sov.)
- Knut Pitkäjalka (1999)
- Haikarapolska (1999)
- Avoimien ovien päivä (1999, dram.)
- Kaikkihan me onnumme (1997)
- Pastori Tarsalainen ja viidakon lait (1997)
- Sinulta jäi tänne koira (1996)
- Muovikassissa kaikki (1996)
- Beatlehem (1996)
- Kaunotar ja hirviö (1995)
- Puuttuva pala (1994)
- Meijeri (1994, sov.)
- Prinssi ja kerjäläispoika (1994, dram.)
- Tähtitaivaankatu 3 (1993)
- Ketunkivi (1991, dram.)
- Variksen veli (1990)
- Ollin oppivuodet (1989, dram.)
- Naisten hurmaaja (1988, sov.)
- Maailman baari (1986)

## Prix
- Prix Lea, 2001
- Prix Finlande, 2005